# Piaristengymnasium (Timișoara)

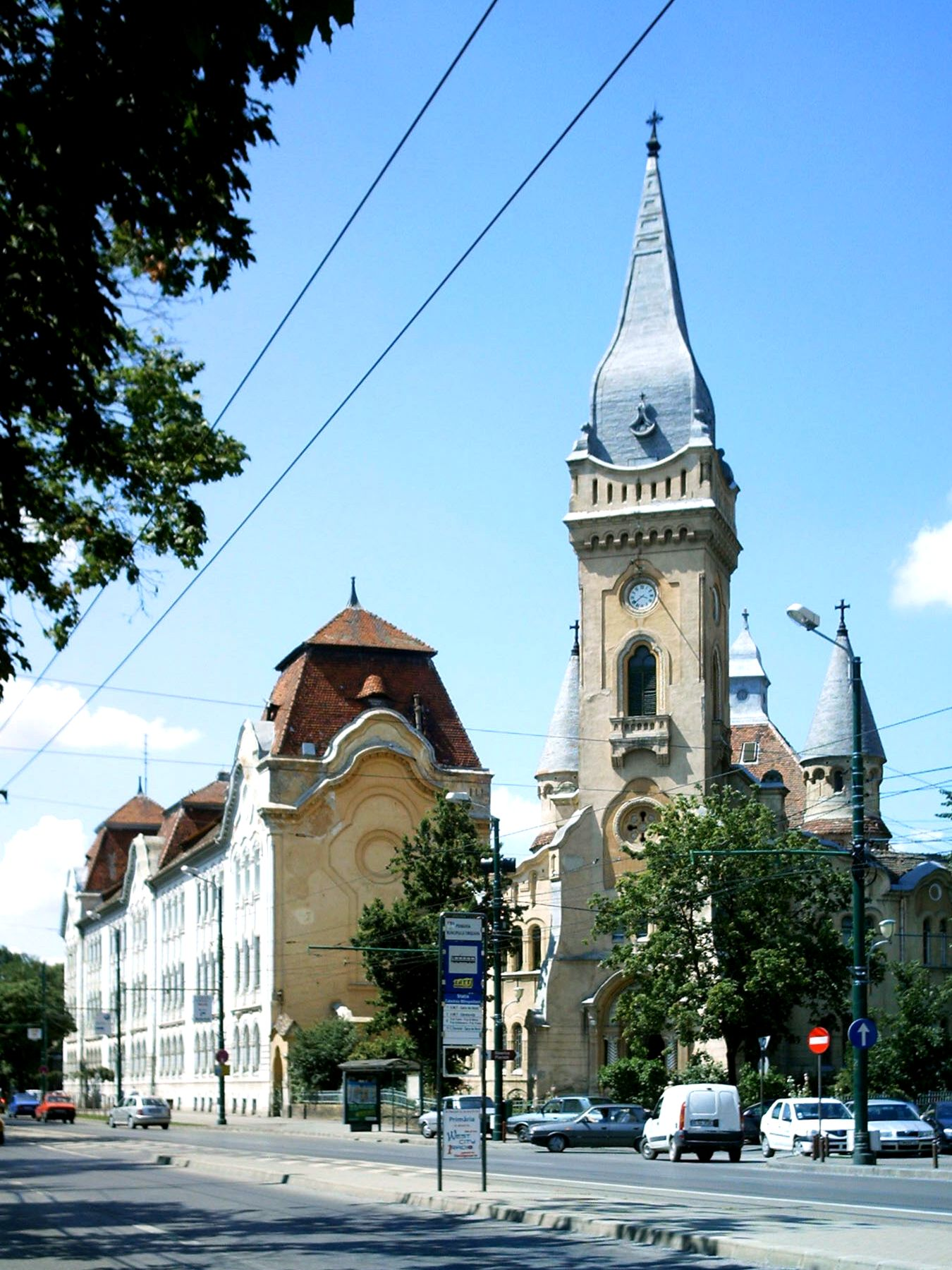
Piaristengymnasium mit Kirche am Bulevardul Regele Ferdinand I

Das Piaristengymnasium (rumänisch Liceul Piarist din Timișoara) war bis zu seiner Enteignung 1948 eine vom Piaristenorden geleitete höhere Lehranstalt in der westrumänischen Stadt Timișoara. 1992 wurde hier die kirchliche Schule des Römisch-Katholischen Bistums Timișoara mit dem Namen Gerhardinum eröffnet.

## Geschichte
Der von dem Spanier José Calasanz Anfang des 17. Jahrhunderts in Rom gegründete Lehrorden hatte sich zum Ziel gesetzt, auch den ärmsten Schülern jeglicher Volkszugehörigkeit und Konfession eine Schule, die scholae piae pauperus, zu bieten. Die Piaristen waren etwa Mitte des 18. Jahrhunderts vom Rat Jakob Bibich auf sein Gut in der Gemeinde Sankt Anna (rumänisch Sântana, Kreis Arad) in der Diözese Csanád berufen worden, um hier eine Mittelschule mit anfänglich drei Klassen zu gründen. Die Gründer waren Bulgaren, jedoch unterrichteten die vielsprachigen Patres von Anfang an in allen Sprachen des k.u.k.-Imperiums, eine für das 18. Jahrhundert revolutionäre Lehrmethode. Bis 1778 besuchten 17.000 Schüler aus der Umgebung die Schule. 1788 jedoch musste die Schule aber wegen niedriger Schülerzahlen schließen. Nach einem Erlass von Kaiser Josef II. ließ sich der Orden im damaligen Temeswar nieder, zunächst im Kloster der verbotenen Jesuiten, und erweiterte in kurzer Zeit die Schule zu einem Gymnasium mit acht Klassen.
Die Unterrichtssprache war anfänglich für kurze Zeit Latein, danach wurde per Erlass von Josef II. die deutsche Sprache eingeführt. Seit Mitte des 19. Jahrhunderts bis zum Ende des Ersten Weltkrieges wurde in ungarischer Sprache (siehe auch: Magyarisierung), und ab den 1920er-Jahren in rumänischer Sprache unterrichtet (siehe auch: Vertrag von Trianon). Die Schule war offen für alle Schüler unabhängig von ihrer Nationalität und Konfession. 1870 hatte das Gymnasium 417 Schüler, 227 davon gehörten der römisch-katholischen und 135 der orthodoxen Konfession an, 35 waren israelitischen Glaubens, zehn gehörten den Lutheranern und vier den Reformierten an.
1908–1909 wurde von Alexander Baumgarten, Arnold Merbl und László Székely ein neuer Gebäudekomplex samt Lehrsälen, Schülerheim, Konvikt und der Piaristenkirche Heiliges Kreuz auf einem großflächigen Gelände auf der gegenüber liegenden Seite des Parcul Central in der Stadtmitte erbaut. Die inneren Fresken wurden von Joszef Ferenczy geschaffen. Die Lehranstalt entwickelte sich zu einer Banater Eliteschule, so wurde die Schule von Schülern aus der gesamten Region Banat besucht, aber auch aus Serbien, Slowenien, Galizien, und Muntenien (zum Beispiel Söhne der Adelsfamilie Bibescu). Bis 1918 wurden hier 46.000 Schüler unterrichtet.
Im Zweiten Weltkrieg wurde in der Lehranstalt ein deutsches Lazarett eingerichtet. Nach dem Krieg wurde die Lehrtätigkeit der Piaristen durch das kommunistische Regime verboten. Das Schulgebäude wurde enteignet und der Polytechnischen Universität zur Nutzung überlassen.
Nach der Rumänischen Revolution 1989 erhob das Bistum Timișoara Anspruch auf das Gebäude und richtete hier das Gerhardinum ein, das Römisch-Katholische Lyzeum des Heiligen Gerhard, benannt nach dem ersten Bischof und Patron des Bistums. Péter Szabó wurde 1992 zum Direktor bestellt. Der Unterricht wurde allerdings zunächst in der Strada Abrud im Stadtbezirk Fabric (deutsch Fabrikstadt) mit nur 20 Schülern der ersten rumänischen und ungarischen Klassen wieder aufgenommen. 1995 konnte dann das Lyzeum in den ersten Stock des alten Piaristenkonvikt umziehen, aber erst im Jahr 2000 das zweite Stockwerk in Besitz nehmen. Die endgültige Übergabe des dringend sanierungsbedürftigen Komplexes erfolgte 2006; in diesem Jahr wurde auch ein Internat mit 80 Plätzen eingerichtet. Im Jahr 2009 wurden rund 150 Schüler von 30 Lehrern unterrichtet.

## Persönlichkeiten
Direktoren:
- Petru Szabó, 1992–1996
- Tibor Szeles, 1996–1998
- Ioan Kapor, 1998–2000
- Ioan Ciuraru, 2000–2001
- Iosif Heinrich, 2001–2004
- Petru Szabó, 2004–2009
- Ilona Jakab, seit 2009

Verbunden mit dem Gymnasium:
- Adalbert Boros, Erzbischof von Ressiana, Dompropst des Bistums Timişoara, Rektor des Priesterseminars Timișoara
- Ludwig Kayser von Gáad, römisch-katholischer Dompropst der Diözese Timișoara
- Adam Müller-Guttenbrunn, deutscher Schriftsteller
- Josef Nischbach, Theologieprofessor, Domherr und Päpstlicher Prälat
- Stefan Pacha, römisch-katholischer Abtpfarrer von Fabric, Timișoara
- Ioan Slavici, rumänischer Schriftsteller